# Charles Lawrence (generale britannico)
Charles Lawrence (Plymouth, 14 dicembre 1709 – Halifax, 19 ottobre 1760) è stato un militare inglese.
Fu governatore della Nuova Scozia, ma è forse più noto per avere presieduto alla espulsione dei coloni francesi in Canada e all'insediamento di coloni inglesi nella Nuova Scozia. Nacque a Plymouth, in Inghilterra e morì in Canada, ad Halifax, nella Nuova Scozia.

## Biografia

### Gli inizi della carriera
Egli seguì il padre nella carriera militare, generale Charles John Lawrence, che aveva prestato servizio nelle Fiandre sotto John Churchill, I duca di Marlborough.
Gli inizi della sua carrier militare sono poco noti. Entrò nell'XI reggimento di fanteria e prestò servizio nelle Indie occidentali dal 1733 al 1737. Passò quindi all'Ufficio per la Guerra. Divenne tenente nel 1731 e capitano nel 1745; nel mdesimo anno fu ferito nella battaglia di Fontenoy.

### Guerra di Padre Le Loutre

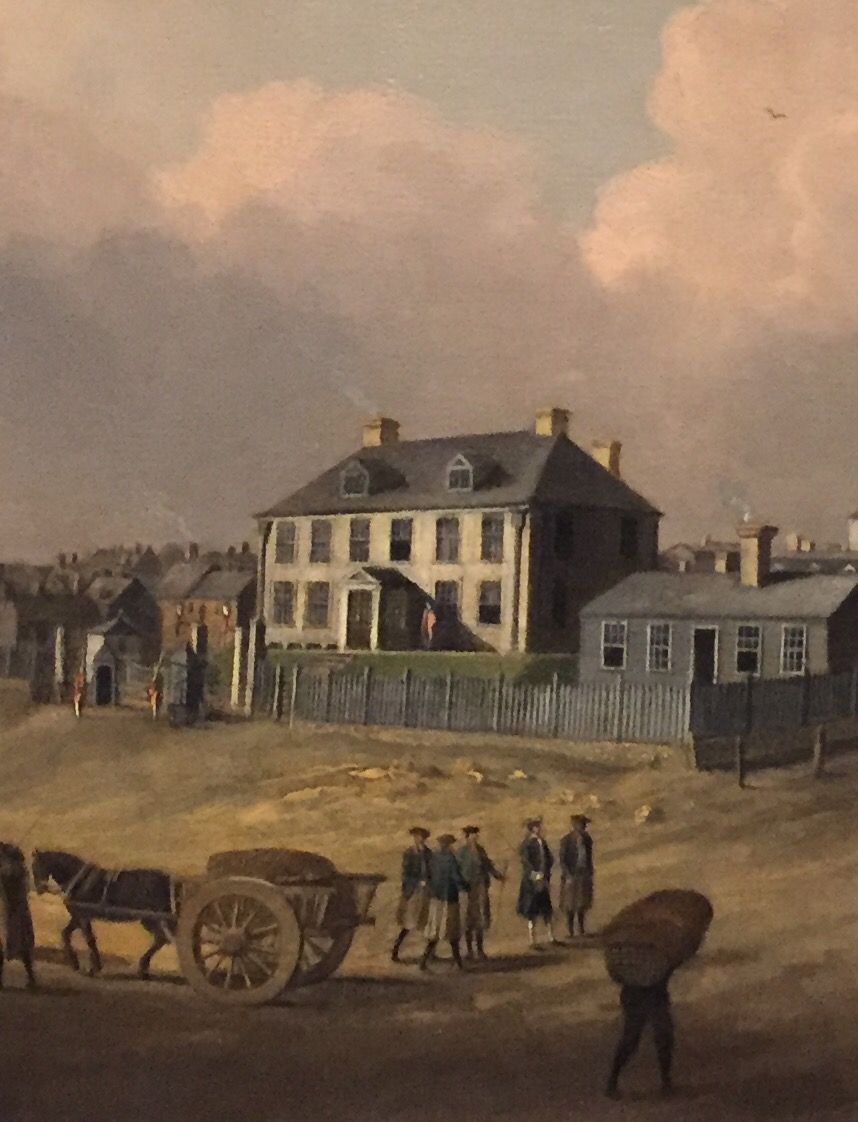
La residenza del governatore Lawrence (eretta nel 1749).

Durante la guerra di Padre Le Loutre, nel 1749, partecipò alla battaglia di Chignecto (1749) e quindi eresse il Forte Lawrence sulla riva meridionale del fiume Missaguash nell'autunno del 1750, anno in cui fu promosso tenente colonnello. Nel 1753 diresse l'insediamento dei coloni protestanti stranieri a Lunenburg nello stesso anno, ove soppresse la rivolta dei coloni. Egli mobilitò i ranger per prevenire l'esodo degli Acadiani e per combattere gli indiani Mi'kmaq.

### Guerra franco-indiana

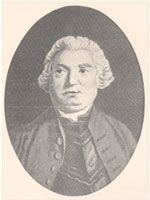
Il Governatore Lawrence (1753)

Durante la guerra franco-indiana, in collaborazione con William Shirley, governatore del Massachusetts, si adoperò per reclutare forze per la battaglia di Fort Beauséjour del 16 giugno 1755. Fu lui a redigere gli ordini di deportazione degli Acadiani e orchestrò le varie campagne per la loro espulsione, iniziando dalla campagna della Baia di Fundy del 1755. Dopo il raid di Lunenburg del 1756 da parte dei nativi americani, egli offrì una ricompensa per ogni scalpo di maschio nativo americano portatogli.
Lawrence ordinò numerosi vascelli armati per pattugliare le coste della Nuova Scozia come parte marittima della provincia, compreso il brigantino a dieci pezzi Montague nel 1759.
Come governatore della Nuova Scozia, Lawrence vide gli insediamenti sulle terre degli Acadiani da parte dei coloni della Nuova Inghilterra. Nel 1757 egli fu promosso brigadiere generale e comandò una delle tre divisioni durante l'assedio della fortezza di Louisbourg, che si concluse con successo nel 1758.
Pare che sia morto a causa di una polmonite nel 1760 ad Halifax. La sua salma fu inumata nella Chiesa di San Paolo della città.
Secondo il suo biografo, Dominique Graham:
( Dominick Graham, Lawrence, Charles, vol. 3, 1974.)

## Riconoscimenti
Da lui prendono il nome:
- Fort Lawrence e Lawrencetown in Nuova Scozia.
- La scuna corsara britannica Lawrence[3]